# Avegno (Italie)
Pour les articles homonymes, voir Avegno.
Avegno est une commune de la ville métropolitaine de Gênes dans la Ligurie en Italie.

## Administration
| Période                                  | Période  | Identité       | Étiquette     | Qualité |
| ---------------------------------------- | -------- | -------------- | ------------- | ------- |
| 14 juin 2004                             | En cours | Giuseppe Tassi | Centro-Destra |         |
| Les données manquantes sont à compléter. |          |                |               |         |

### Hameaux
Avegno Chiesa, Molino Nuovo, Salto, Testana, Vexina

### Communes limitrophes
Rapallo, Recco, Sori, Tribogna, Uscio